# تپه دیز
تپه دیز؛ نام تپه‌ای تاریخی مربوط به سده‌های اولیه اسلامی است و در شهرستان زاوه واقع شده و این اثر در تاریخ ۹ آذر ۱۳۸۹ با شمارهٔ ثبت ۲۹۵۳۲ به‌عنوان یکی از آثار ملی ایران به ثبت رسیده‌است.